# Euthalia adonia
Euthalia adonia es una especie de mariposa de la familia Nymphalidae (subfamilia Limenitidinae).

## Subespecies
- Euthalia adonia adonia
- Euthalia adonia gratiosa
- Euthalia adonia kangeana
- Euthalia adonia linggana
- Euthalia adonia pura
- Euthalia adonia sapitana
- Euthalia adonia simeuluensis
- Euthalia adonia beata
- Euthalia adonia pinwilli
- Euthalia adonia sumatrana
- Euthalia adonia princesa
- Euthalia adonia montana
- Euthalia adonia amabilis

## Distribución
Esta especie de mariposa y sus subespecies se distribuyen en Malasia, Java, Tailandia, Singapur, Sumatra, Filipinas, Borneo, Islas Kangean (Indonesia), Sula, Lombok y Bawean.